# کیلا کندی
کیلا کندی (انگلیسی: Kyla Kenedy؛ زادهٔ ۴ فوریهٔ ۲۰۰۳) یک هنرپیشه اهل ایالات متحده آمریکا است. وی از سال ۲۰۱۲ میلادی تاکنون مشغول فعالیت بوده‌است.

## گزیده فیلمشناسی
از فیلم‌ها یا برنامه‌های تلویزیونی که وی در آن نقش داشته‌است می‌توان به آثار زیر اشاره کرد.
- سه کله‌پوک (فیلم ۲۰۱۲) (۲۰۱۲)
- واقعیت (فیلم ۲۰۱۴) (۲۰۱۴)
- سی‌اس‌آی (۲۰۱۱)
- مردگان متحرک (مجموعه تلویزیونی) (۲۰۱۳–۲۰۱۵)
- شیفت شب (مجموعه تلویزیونی) (۲۰۱۶–۲۰۱۷)